# Cygnus NG-19
Cygnus NG-19 är en flygning av en av företaget Northrop Grummans Cygnus rymdfarkoster till Internationella rymdstationen (ISS). Farkosten sköts upp med en Antares 230+ raket, från Wallops Flight Facility i Virginia, den 2 augusti 2023.
Farkosten kallas S.S. Laurel Clark och är uppkallad efter den avlidna amerikanska astronauten Laurel Clark.
Den 4 augusti 2023 dockades farkosten med rymdstationen med hjälp av Canadarm2.
Målet med flygningen är att leverera material och förnödenheter till ISS.
Den lämnade rymdstationen den 22 december 2023 och brann upp i jordens atmosfär den 9 januari 2024.

### Fotnoter
1. ↑  ”NASA Space Science Data Coordinated Archive” (på engelska). NASA. https://nssdc.gsfc.nasa.gov/nmc/spacecraft/display.action?id=2023-110A. Läst 29 augusti 2023.
2. ↑  Abbey Donaldson (11 juli 2023). ”NASA to Discuss Science on Next Northrop Grumman Space Station Mission” (på engelska). NASA. https://www.nasa.gov/press-release/nasa-to-discuss-science-on-next-northrop-grumman-space-station-mission-0. Läst 23 juli 2023.